# 청량산 괘불탱
청량산 괘불탱(淸凉山 掛佛幀)은 석가모니불이 독존의 형태로 그려진 괘불로 조선영조 원년에 조성된 것이다. 괘불이란 부처를 내어건다는 뜻인데, 야외에서 불교행사를 개설하는 것을 괘불재라 한다. 1994년 10월 17일 대한민국의 보물 제1210호로 지정되었다.

## 개요
석가의 모습이 단독으로 그려진 괘불로, 괘불이란 야외에서 큰 법회나 의식을 진행할 때 예배의 대상으로 사용하던 대형 불교그림을 말한다.
이 그림은 가로 4.5m, 세로 9m의 크기로 거대한 화면에 꽉 차게 정면을 향하여 서 있는 석가의 모습을 그렸다. 석가는 보살처럼 화려한 장식을 하고 머리에 보관을 쓰고 있다. 얼굴은 비교적 풍만하고 이목구비는 작고 가늘지만 근엄한 표정을 짓고 있으며 우람한 체구와 좌우로 벌린 발이 인상적이다. 녹색과 붉은색이 선명하게 대비되는 옷은 다소 무거운 느낌을 주는데, 특히 둥근 장식과 꽃무늬들은 이 그림을 한층 더 장엄하고 정교해 보이도록 한다.
조선 영조 1년(1725)에 그려진 이 그림은 전체적으로 약간 바래지고, 떨어져나간 부분도 있지만 보존상태가 양호한 편으로 화려한 보살모습을 한 석가모니불을 그린 당대를 대표하는 괘불로 손꼽을 수 있는 작품이다.

## 참고 자료
- 청량산 괘불탱 - 국가유산청 국가유산포털

 본 문서에는 서울특별시에서 지식공유 프로젝트를 통해 퍼블릭 도메인으로 공개한 저작물을 기초로 작성된 내용이 포함되어 있습니다.